# ویلیام ئی. بوراه
ویلیام ئی. بوراه (به انگلیسی: William E. Borah) سناتور سابق عضو حزب جمهوری‌خواه ایالات متحده آمریکا بود. وی در سال ۱۹۰۷ تا ۱۹۴۰ میلادی سناتور ایالت آیداهو در سنای ایالات متحده آمریکا بود.
ویلیام ئی. بوراه با آلیس روزولت لانگوورث، دختر تئودور روزولت، رئیس‌جمهور آمریکا در رابطهٔ خارج از ازدواج بود، دختری به نام پائولینا حاصل این رابطه بود.